# Bogaardenklooster (Tienen)

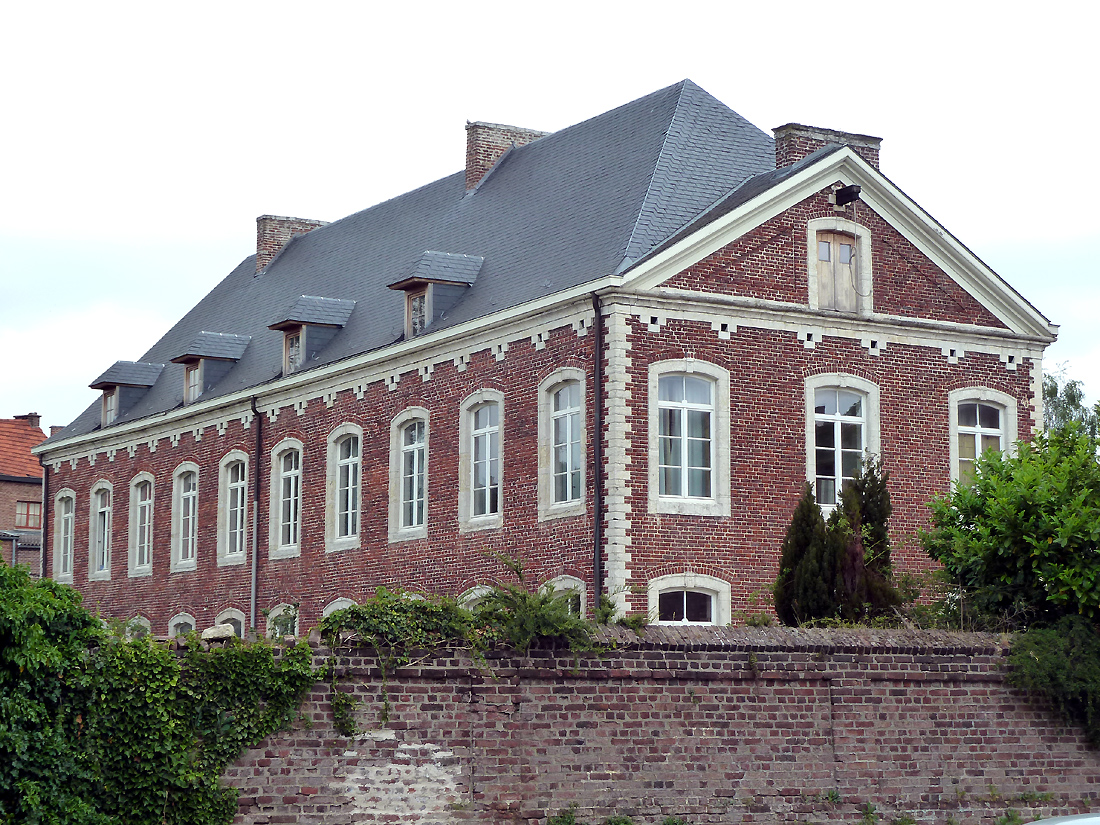
Bogaardenklooster

Het Bogaardenklooster is een voormalig klooster van de begardenorde in de Vlaams-Brabantse stad Tienen, gelegen aan de Beggardenstraat 18-24.

## Gebouw
Het betreft een classicistisch gebouw in baksteen met kalkzandstenen hoekkettingen en een basis van kwartsiet. Het is afgedekt met een schilddak. De indeling is sinds de 18e eeuw vrijwel niet veranderd.
Bij de priorij bevindt zich nog een ommuurde tuin.

## Geschiedenis
In 1276 werd de Tienen een Begardenklooster gesticht. De begarden leefden van handarbeid en kwamen te Tienen vaak uit het weversmilieu. In 1450 werden de Tiense Begarden opgenomen in de Derde orde der Franciscanen. Feitelijk was het ondergeschikt aan het Begardenklooster te Zepperen.
In 1507 werd het klooster vernield door Gelderse en Franse troepen en ook in 1635 werd het deels verwoest. In 1650 waren de gebouwen weer hersteld. In de loop van de 18e eeuw werden de gebouwen gesloopt en werd het een priorij, waarbij de paters en broeders in afzonderlijke huisjes op het terrein leefden. 
In 1796 werd de priorij opgeheven en werden de gebouwen verbeurd verklaard. Een deel, met name het boerenbedrijf, werd verkocht en in 1798 kwam de gendarmerie in een deel van de gebouwen, waaronder de kapel. In 1799 traden de laatste twee paters uit de orde. In 1804 kwam een groot deel van de bezittingen aan het gasthuis van Tienen en in 1811 kwam het stadsbestuur in de priorij, terwijl in 1830 een groothandelaar in stoffen er zijn intrek nam. In een aantal omliggende gebouwen kwamen wevers te wonen die werkten voor de groothandelaar. In de kapel was tot 1912 een smidse gevestigd.
Deze gebouwen werden later gesloopt. Alleen de priorij bleef bestaan en hier vestigde zich in 1930 de Tiense afdeling van het Rode Kruis.